# Pterobryon excelsum
Pterobryon excelsum là một loài rêu trong họ Pterobryaceae. Loài này được Müll. Hal. mô tả khoa học đầu tiên năm 1879.